# Joan García i Català
Joan García i Català fou un director d'orquestra i compositor valencià de finals del segle xix. Ha passat a la història com el creador de les primeres sarsueles en valencià que van obtenir un gran èxit popular, especialment la seua obra Un Casament en Picaña.
Donà al teatre les obres següents:
- Rosalia, (1878)
- Casino nacional,
- Receta infalible,
- La amazona,
- La Restauración,
- Quid pro quo, (1888),
- Las niñas al natural, (1890),
- El marquesito,
- Blanca ò negra, (1891),
- La deseada, (1891),
- El hijo del mar, (1895),
- Cuba española, (1895).